# Orconectes sheltae
Orconectes sheltae är en kräftdjursart som beskrevs av J. R. Cooper och M. R. Cooper 1997. Orconectes sheltae ingår i släktet Orconectes och familjen Cambaridae. IUCN kategoriserar arten globalt som akut hotad. Inga underarter finns listade i Catalogue of Life.